# Meliodas
Meliodas (noto anche col nome di Meliodas ap Ffelig) è un personaggio delle saghe arturiane, dove è il fratello (o il cognato, a seconda delle versioni) del malvagio re [ZELDRIS], e il padre del cavaliere Tristano.
Secondo la leggenda, sarebbe stato re del paese immaginario di Lyonesse, una terra situata a ovest della Cornovaglia e ora sprofondata nel mare, di cui le Isole Scilly costituirebbero l'unica parte emersa.
Meliodas è più famoso come il padre di Tristano, ma è anche il protagonista del romanzo francese Meliadus, rielaborato da Rustichello da Pisa. Compare anche nel Tristano Riccardiano con il nome di Felissi.
David Nash Ford, pur considerandolo un personaggio leggendario, fa di Meliodas un figlio di re Merion e un discendente dei sovrani di Dumnonia.

## Meliadus
Il romanzo francese Meliadus deriva dall'opera del XIII secolo originariamente intitolata Palamedes, una serie di racconti basati sulle leggende di Tristano e Lancillotto, ma risalenti agli eroi della generazione precedente.
Nella narrazione, Uther Pendragon, padre di Artù, è ancora vivo, così come i padri di Erec e Tristano.  Il titolo si riferisce al cavaliere saraceno Palamede, il cui ruolo è svolto anche dal padre Esclabor.  Alcuni manoscritti identificano Palamede come una delle figure centrali, ma egli appare raramente e Meliodas e il suo compagno Guiron le Courtois sono i personaggi più importanti.  La Compilazione di Rustichello da Pisa, è una successiva rielaborazione della leggenda incentrata su Meliodas come personaggio centrale.  Alcune versioni, comprese le edizioni a stampa del primo Cinquecento prodotte a Parigi, sono divise in due parti, con la prima intitolata Meliadus de Leonnoys e la seconda Gyron le Courtoys.
La prima parte inizia con l'arrivo di Esclabor, padre di Palamede, alla corte del giovane Artù, e successivamente di Faramondo, re dei Franchi, e del chevalier sans peur.  Meliodas appare solo dopo una serie di episodi che coinvolgono questi personaggi. È, a sua volta, coinvolto in varie imprese che includono il rapimento della regina di Scozia, l'essere lui stesso catturato e poi liberato da Artù, per aiutarlo nella sua guerra contro gli Anglosassoni. Suo figlio Tristano appare nella storia come bambino. La versione più completa di Rustichello da Pisa termina con i cavalieri più anziani che vengono liberati dalla prigionia e Meliodas acclama la farina de toute chevalerie alla corte di Artù.

## Nella cultura di massa
- In The Seven Deadly Sins - Nanatsu no taizai, manga di Nakaba Suzuki, e nel suo adattamento anime, il protagonista Meliodas è ispirato all'omonimo personaggio delle leggende arturiane. Nella storia di Suzuki, Meliodas è il capitano di un ordine di cavalieri noto come i "Sette Peccati Capitali", di cui rappresenta il "Drago dell'Ira". Alla fine della serie sposa la principessa Elizabeth, diventa il sovrano del regno di Lyonesse e ha un figlio di nome Tristan.